# Tanytarsus simantoveweus
Tanytarsus simantoveweus är en tvåvingeart som beskrevs av Sasa, Suzuki och Sakai 1998. Tanytarsus simantoveweus ingår i släktet Tanytarsus och familjen fjädermyggor. Inga underarter finns listade i Catalogue of Life.